# Schedophilus huttoni
Schedophilus huttoni is een straalvinnige vissensoort uit de familie van Centrolophidae. De wetenschappelijke naam van de soort is voor het eerst geldig gepubliceerd in 1910 door Waite.